# 谢尔河畔努瓦耶
谢尔河畔努瓦耶（法語：Noyers-sur-Cher，法語發音：[nwaje syʁ ʃɛʁ]）是法国卢瓦-谢尔省的一个市镇，属于罗莫朗坦-朗特奈区。

## 地理
谢尔河畔努瓦耶（47°16'36"N, 1°23'59"E）面积22.74 平方千米，位于法国中央-卢瓦尔河谷大区卢瓦-谢尔省，该省份为法国中北部省份，北起厄尔-卢瓦省，东北接卢瓦雷省，东南接谢尔省，南至安德尔省，西南接安德尔-卢瓦尔省，西北接萨尔特省。
与谢尔河畔努瓦耶接壤的市镇（或旧市镇、城区）包括：谢尔河畔圣罗曼、谢尔河畔沙蒂永、库菲、谢尔河畔马勒伊、圣艾尼昂、塞日。

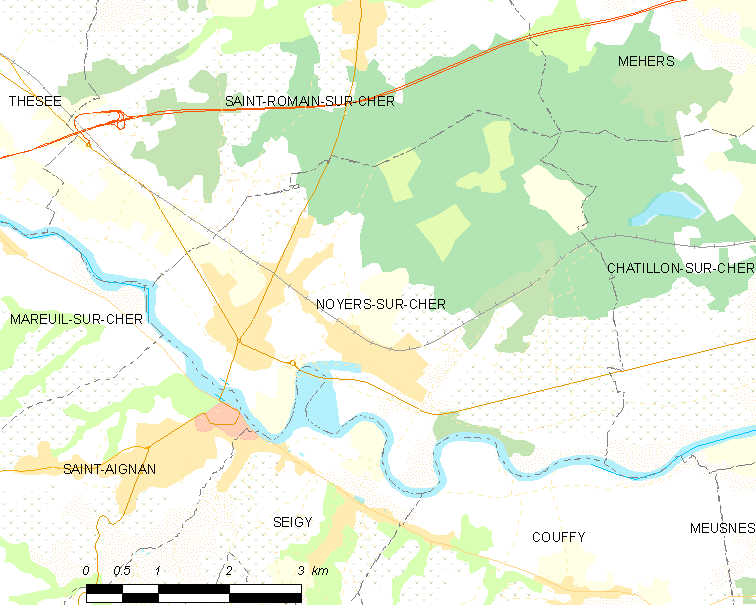
谢尔河畔努瓦耶的OSM定位图

谢尔河畔努瓦耶的时区为UTC+01:00、UTC+02:00（夏令时）。

## 行政
谢尔河畔努瓦耶的邮政编码为41140，INSEE市镇编码为41164。

## 政治
谢尔河畔努瓦耶所属的省级选区为圣艾尼昂县。

## 人口

1962-2008年间谢尔河畔努瓦耶人口变化图示

谢尔河畔努瓦耶于2022年1月1日时的人口数量为2654人。